# 93-й меридіан західної довготи
93-й меридіан західної довготи — лінія довготи, що лежить на 93 градуси західніше Гринвіцького меридіана. Вона проходить від Північного полюса через Північний Льодовитий океан, Північну Америку, Атлантичний океан, Центральну Америку, Тихий океан, Південний океан та Антарктиду до Південного полюса.
93-й меридіан західної довготи формує велике коло разом із 87-тим меридіаном східної довготи.

## Список географічних об'єктів, що перетинає 93° зх. д.
Починаючи на Північному полюсі та рухаючись до Південного полюса, 93-й меридіан західної довготи проходить через:
| Координати                                                 | Країна, територія або море | Примітки                                                             |
| ---------------------------------------------------------- | -------------------------- | -------------------------------------------------------------------- |
| 90°0′ пн. ш. 93°0′ зх. д. / 90.000° пн. ш. 93.000° зх. д.  | Північний Льодовитий океан |                                                                      |
| 81°20′ пн. ш. 93°0′ зх. д. / 81.333° пн. ш. 93.000° зх. д. | Канада                     | Нунавут — проходить через острів Аксел-Гейберг                       |
| 78°36′ пн. ш. 93°0′ зх. д. / 78.600° пн. ш. 93.000° зх. д. | Норвезька затока[en]       | Проходить східніше острова Корнуолл[en], Нунавут, Канада             |
| 76°37′ пн. ш. 93°0′ зх. д. / 76.617° пн. ш. 93.000° зх. д. | Канада                     | Нунавут — проходить через острів Девон                               |
| 76°16′ пн. ш. 93°0′ зх. д. / 76.267° пн. ш. 93.000° зх. д. | Протока Веллінгтон[en]     |                                                                      |
| 74°40′ пн. ш. 93°0′ зх. д. / 74.667° пн. ш. 93.000° зх. д. | Протока Паррі              | Протока Барроу                                                       |
| 74°9′ пн. ш. 93°0′ зх. д. / 74.150° пн. ш. 93.000° зх. д.  | Канада                     | Нунавут — проходить через острів Сомерсет                            |
| 72°46′ пн. ш. 93°0′ зх. д. / 72.767° пн. ш. 93.000° зх. д. | Затока Бутія               |                                                                      |
| 71°22′ пн. ш. 93°0′ зх. д. / 71.367° пн. ш. 93.000° зх. д. | Канада                     | Нунавут — проходить через материк                                    |
| 62°4′ пн. ш. 93°0′ зх. д. / 62.067° пн. ш. 93.000° зх. д.  | Гудзонова затока           |                                                                      |
| 58°20′ пн. ш. 93°0′ зх. д. / 58.333° пн. ш. 93.000° зх. д. | Канада                     | Манітоба Онтаріо                                                     |
| 48°27′ пн. ш. 93°0′ зх. д. / 48.450° пн. ш. 93.000° зх. д. | США                        | Міннесота — проходить через Сент-Пол Айова Міссурі Арканзас Луїзіана |
| 29°43′ пн. ш. 93°0′ зх. д. / 29.717° пн. ш. 93.000° зх. д. | Мексиканська затока        |                                                                      |
| 18°26′ пн. ш. 93°0′ зх. д. / 18.433° пн. ш. 93.000° зх. д. | Мексика                    | Табаско Чіапас — проходить східніше Тустла-Гутьєрреса                |
| 15°17′ пн. ш. 93°0′ зх. д. / 15.283° пн. ш. 93.000° зх. д. | Тихий океан                |                                                                      |
| 60°0′ пд. ш. 93°0′ зх. д. / 60.000° пд. ш. 93.000° зх. д.  | Південний океан            |                                                                      |
| 72°30′ пд. ш. 93°0′ зх. д. / 72.500° пд. ш. 93.000° зх. д. | Антарктида                 | Проходить через Землю Мері Берд, на яку жодна країна не претендує    |